# Килмаканог
Килмаканог (англ. Kilmacanogue; ирл. Cill Mocheanóg, «церковь Маканога») — деревня в Ирландии, находится в графстве Уиклоу (провинция Ленстер) у пересечения дорог R755 и N11.

## Демография
Население — 839 человек (по переписи 2006 года). В 2002 году население составляло 834 человек.
Данные переписи 2006 года:
| Общие демографические показатели |               |                               |                               |      |      |
| Всё население                    | Всё население | Изменения населения 2002—2006 | Изменения населения 2002—2006 | 2006 | 2006 |
| 2002                             | 2006          | чел.                          | %                             | муж. | жен. |
| 834                              | 839           | 5                             | 0,6                           | 420  | 419  |